# Silogística booliana
A lógica booliana é um sistema de lógica silogística inventado no século XIX pelo matemático britânico George Boole, o qual tenta incorporar o "conjunto vazio" ( uma classe de entidades inexistentes) sem ter que recorrer a valores de verdade incertos.
Na lógica booliana, as afirmações universais “todo S é P” e “nenhum S é P”, (contrárias no esquema aristotélico tradicional) podem, de fato, ser simultaneamente verdadeiras desde que o conjunto "S" seja vazio.
Todo “S é P” deve ser entendido como significado que “não ha nada que seja S e não P ao mesmo tempo" e "nenhum S é P" deve ser interpretado como "não ha nada que seja S e P ao mesmo tempo". Por exemplo: Uma vez que não existe nada que seja um quadrado redondo, então é verdade que não existe nada que seja um quadrado redondo roxo, e é verdade que não existe nada que seja um quadrado redondo não roxo.
Deste modo, ambas as declarações universais são verdadeiras, isto é, "todos os quadrados redondos são roxos" e "nenhum quadrado redondo é roxo", apesar de não existir quadrado redondo algum.
Semelhantemente, a relação de subcontrariedade é dissolvida entre as afirmações existenciais "existe algum S que é P" e "existe algum S que não é P". O primeiro pode ser interpretado como "existe algum S tal que S é P" e o segundo como "existe algum S tal que S não é P". Obviamente, temos que as duas declarações são falsas se S não existe. 
Assim a relação de subalternação entre universal e particular também não vale, dado que para um S inexistente, “todo S é P" é verdade, mas isso não implica que "algum S é P", que é falso. Do quadrado das oposições aristotélico , apenas a relação de contradição permanece intacta.